# Pyrola
- Commons
- Wikispecies

Pyrola L. é um género botânico pertencente à família Ericaceae.

## Espécies
- Pyrola americana
- Pyrola asarifolia
- Pyrola chlorantha
- Pyrola elliptica
- Pyrola grandiflora
- Pyrola incarnata
- Pyrola media
- Pyrola minor
- Pyrola norvegica
- Pyrola picta
- Pyrola rotundifolia
- «Lista completa»

## Classificação do gênero
| Sistema | Classificação                     | Referência               |
| ------- | --------------------------------- | ------------------------ |
| Linné   | Classe Decandria, ordem Monogynia | Species plantarum (1753) |